# Schistosomiasi
La schistosomiasi (detta anche bilharziosi o distomatosi sanguigna) è una parassitosi causata da Platelminti del genere Schistosoma. Il serbatoio del parassita sono gli individui infestati cronicamente: i bovini possono essere serbatoi di S. japonicum. Gli ospiti intermedi sono molluschi gasteropodi d'acqua dolce, differenti a seconda della specie in questione. La malattia ha forme acute e croniche, diverse a seconda delle specie in causa e degli organi o tessuti coinvolti. La malattia è causa di quasi 10 000 morti all'anno.

## Eziologia
La malattia è causata da 5 specie di Platelminti Trematodi del genere Schistosoma:
- Schistosoma haematobium
- Schistosoma mansoni
- Schistosoma japonicum
- Schistosoma mekongi
- Schistosoma intercalatum

Schistosomi parassiti di altri mammiferi accidentalmente possono dare infestazione nell'uomo, ma sono raramente patogeni:
- Schistosoma bovis (bovini ed ovini, cosmopolita, anche in Sardegna)
- Schistosoma matthei (mammiferi selvatici e domestici, Sudafrica)
- Schistosoma magre-bowei (antilopi, Africa centrale)
- Schistosoma spindale (Sudest asiatico)

Il ciclo vitale degli Schistosomi prevede uno stadio sessuato nell'uomo e uno asessuato nei molluschi d'acqua dolce. Gli ospiti intermedi sono molluschi d'acqua dolce:
- Bulinus spp per S.haematobium e S.intercalatum
- Biomphalaria spp. per S.mansoni
- Oncomelania spp. per S.japonicum
- Neotricula spp. per S.mekongi

I vermi adulti hanno sessi separati e misurano 10–30 mm di lunghezza e 0,3-1,0 mm di larghezza. Le uova hanno forma e dimensioni diverse per ogni specie (tra i 60 e i 170 µm di lunghezza e 60 µm di larghezza). Le uova di S.haematobium e di S.intercalatum hanno una spina terminale, quelle di S.mansoni, S.japonicum e S.mekongi hanno una spina laterale (le uova delle specie asiatiche sono più piccole e tonde).

## Storia

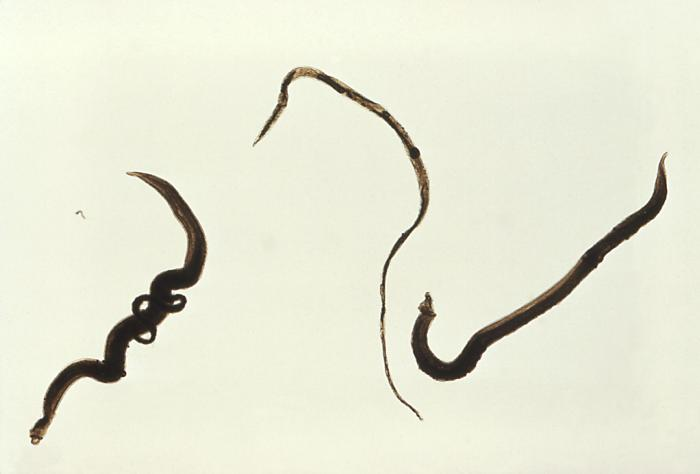
Forme adulte di Schistosoma mansoni. A sinistra una coppia (maschio e femmina); in mezzo una femmina; a destra un maschio

La schistosomiasi è una malattia antica e risale all'invenzione dell'agricoltura. L'ematuria si trovò descritta in antichi papiri egizi, prova che la schistosomiasi ematobica era sicuramente molto diffusa già allora.
- Nel 1910 Marc Armand Ruffer inaugurò la paleoparassitologia, trovando uova calcifiche di S.haematobium negli apparati urinari di due mummie egizie della XX dinastia (1250 - 1000 a.C.).
- La prima certa segnalazione, nella letteratura medica, si riferisce a un'epidemia nell'esercito di Napoleone in Egitto nel 1798: il chirurgo militare A.J. Renoult scrisse di "un'ostinata ematuria che si manifestò tra i soldati... con sudorazione abbondante e continua, e ridotta emissione urine... concentrate e sanguinolente". Simili episodi sono riportati tra i soldati coinvolti nelle guerre boere in Sudafrica (1899 - 1902).
- Nel 1851, Theodor Bilharz, che lavorava all'ospedale di Kasr-el-Aini al Cairo, comunicò a Carl Theodor Ernst von Siebold il reperto autoptico, nei vasi mesenterici di un egiziano, di grandi quantità di un trematode mai visto prima, che egli chiamò Distomum haematobium. Nel 1852, Bilharz e Wilhelm Griesinger associarono il parassita alla malattia urinaria. Nel 1858, David Friedrich Weinland chiamò il parassita Schistosoma (dal greco σχιστός - diviso, e σῶμα - corpo). Nel 1859, Thomas Spencer Cobbold propose il nome di Bilharzia.
- Nel 1902, all'"Albert Dock Seamen's Hospital" di Greenwich a Londra, sir Patrick Manson trovò delle uova con la spina laterale, nelle feci di un uomo caraibico, e propose l'esistenza di una specie intestinale di Schistosoma, patogena per l'uomo. Uova con la spina laterale furono trovate nel 1904 anche nello Stato di Bahia, in Brasile, da Manuel Augusto Pirajá da Silva (che descrisse per primo la cercaria di Schistosoma[5]) e nel 1906 in Venezuela, da Raul Soto.
- nel 1904 l'anatomo-patologo americano William St Clair Symmers sr. descrisse impropriamente "una nuova forma di cirrosi epatica" in un individuo "infestato da Bilharzia hematobia" al Cairo, generando una confusione che si trascina ancora ai giorni nostri sulle caratteristiche istologiche della schistosomiasi epatica (che è una fibrosi e non una cirrosi).[6].
- Nel 1907 Luigi Westenra Sambon della "London School of Tropical Medicine" descrisse il parassita scoperto da Patrick Manson, e, convinto che fosse di una specie differente da quella descritta da Bilharz, lo chiamò Schistosoma mansoni, in onore del suo maestro.
- Nel 1915, Robert Leiper dimostrò il ciclo completo nell'ospite invertebrato (Bulinus contortus). Leiper stabilì definitivamente l'esistenza di due distinte specie di Schistosoma, ognuna con un ospite invertebrato diverso.
- Nel 1847, Yoshinao Fujii segnalò in Giappone, nel distretto di Hiroshima, la cosiddetta "malattia di Katayama" o "prurito di Kabure". Da sempre, in quelle zone, uomini, cavalli e bovini soffrivano di esantemi pruriginosi alle gambe, cachessia, gonfiore addominale, senza che se ne conoscesse la causa.
- Nel 1904 Fujiro Katsurada scoprì nel circolo portale di un gatto e descrisse la terza specie (asiatica) di schistosoma: Schistosoma japonicum.
- La "malattia di Katayama" fu segnalata e descritta anche in Cina (Logan 1906), Filippine (Woolley 1906) e Indonesia (Brug 1937). Il lavoro di Fujii si conobbe solo nel 1909, quando Tokuho Majima, scoprì delle uova di Schistosoma japonicum in pazienti con la malattia di Katayama, attribuendo a loro l'eziologia.
- Nel 1912 Yoney Miyagawa scoprì che le cercarie degli schistosomi infestano l'uomo attraversandone la pelle sana.
- Nel 1913 il ciclo nell'invertebrato Oncomelania nosophora fu descritto da Miyairi e Suzuki. Fino a 30 anni fa, in Estremo Oriente, la schistosomiasi colpiva fino a 50 milioni di persone, soprattutto gli agricoltori delle risaie. I villaggi delle zone iperendemiche erano spesso chiamati "villaggi delle vedove".
- Nel 1923 nel Congo Belga, vicino Kisangani, Chestermann scoprì, nelle feci di pazienti con dissenteria, delle uova di Schistosoma, di forma diversa da quelle di Schistosoma mansoni.
- Nel 1934 Fischer arrivò alla scoperta di questa nuova specie africana, Schistosoma intercalatum, e del suo ospite intermedio, Bulinus africanus.
- Nel 1958 e negli anni successivi, Luigi Bogliolo, a Belo Horizonte, compì importanti studi sulla fisiopatologia della forma epatosplenica mansonica.
- Nel 1978 Marietta Voge, David Bruckner e John I. Bruce scoprirono lo Schistosoma mekongi, che causa malattia epatosplenica in una limitata regione sulle rive del fiume Mekong, tra Laos e Cambogia.[7] L'ospite intermedio (Neotricula aperta) non è suscettibile all'infezione con Schistosoma japonicum. Del controllo della schistosomiasi da Schistosoma mekongi, in Laos e Cambogia, si occupò per molto tempo anche Carlo Urbani[8][9].

## Epidemiologia

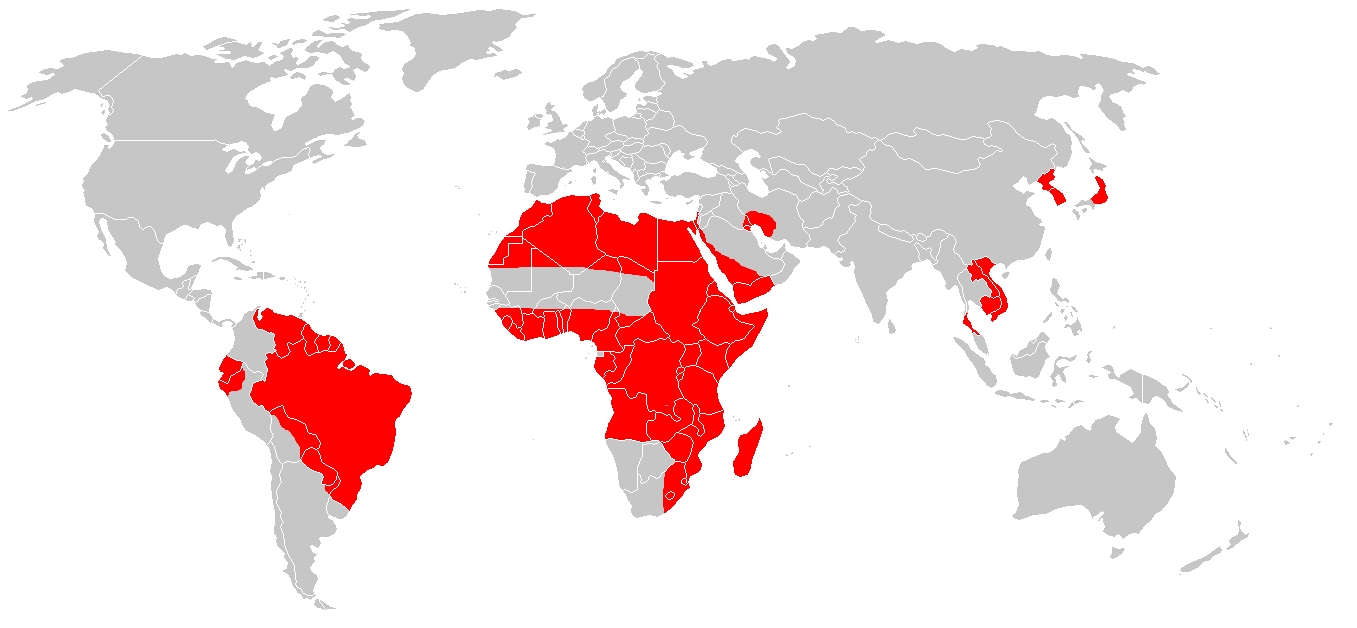
Zone con la più alta incidenza della Schistosomiasi

Dopo la malaria, le schistosomiasi nel loro complesso sono la seconda malattia tropicale a maggiore prevalenza nel mondo. Le varie specie di schistosoma sono endemiche in almeno 74 nazioni del Terzo Mondo, dall'Africa, soprattutto nella zona vicino al deserto del Sahara, all'Estremo Oriente, al Brasile e al Centro America.
Recenti stime dell'Organizzazione Mondiale della Sanità riportano che più di 700 milioni di individui (1/6 della popolazione mondiale) sono a rischio di contrarre l'infestazione; più di 200 milioni di persone sono infestate e, di costoro, 120 milioni sono sintomatici, con 20 milioni di casi di malattia avanzata grave. S.intercalatum è responsabile di sola malattia intestinale e si trova in Africa. Delle specie responsabili di malattia intestinale ed epatosplenica, S.mansoni si trova in Africa, Medio Oriente, e in America Latina (Brasile, Caraibi) dove è stato portato dall'Africa con la tratta degli schiavi. S.japonicum si trova in Cina, Indonesia, Filippine e S.mekongi si trova in Cambogia e Laos. S.haematobium responsabile di malattia genito-urinaria si trova in Africa e Medio Oriente.
Poiché nessuna delle specie di mollusco che fungono da ospite intermedio vive in Italia, non si hanno casi autoctoni di schistosomiasi. Tutti i casi che si registrano in Italia, e in Europa, sono importati da turisti o da immigrati provenienti dalle aree di endemia. Nelle regioni endemiche la malattia ha una maggiore incidenza nei maschi e nei giovani, perché sono più esposti al contatto con le acque dolci contaminate, per lo più durante le attività agricole.

## Modalità di trasmissione e ciclo vitale

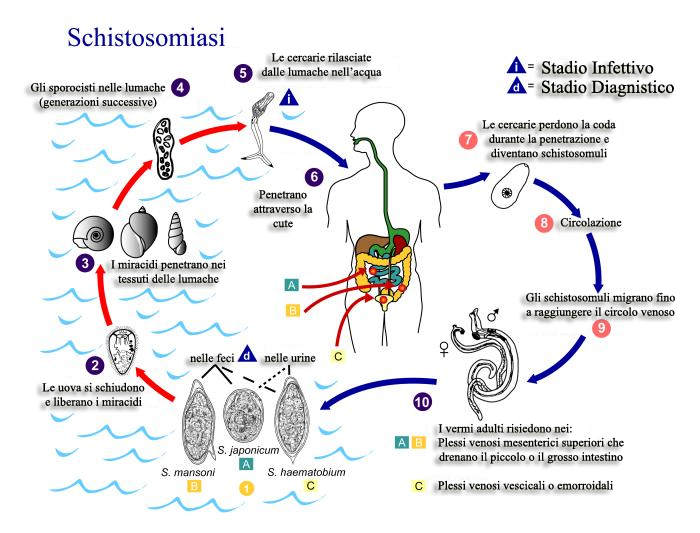
Ciclo vitale degli schistosomi (Fonte: CDC di Atlanta)

L'infestazione si acquisisce attraverso il contatto con acque dolci contaminate dalle feci o, per S. haematobium, dalle urine degli individui parassitati; tali acque sono popolate da particolari
specie di molluschi che vengono infestati dalle forme larvali, dette miracidi, liberatesi dalle uova contenute nelle deiezioni; in queste "chiocciole" d'acqua dolce, ospiti intermedi, i miracidi si moltiplicano attraverso due generazioni di sporocisti (in altre parole si riproducono esponenzialmente mediante pedogenesi), si trasformano e poi si liberano nell'acqua in forme infestanti per l'uomo, le cercarie, che penetrano la cute sana, si trasformano in schistosomuli e migrano, maturando, verso i vasi mesenterici, nel caso di S.mansoni, S.japonicum, S.mekongi e S.intercalatum, e verso i vasi perivescicali nel caso di S.haematobium.
Gli schistosomi adulti, maschio e femmina accoppiati, raggiungono i plessi venosi mesenterici o perivescicali e ivi permangono per molto tempo, dove le femmine producono grandi quantità di uova (da 200 a 2 000 al dì a seconda della specie), che in parte vengono liberate nell'ambiente per perpetuare il ciclo vitale del parassita.

## Patogenesi e anatomia patologica
Parte delle uova prodotte dai vermi adulti resta imprigionata nei tessuti dell'ospite, provocando danni tissutali. I vermi adulti non sono patogeni di per sé; gli schistosomuli possono essere patogeni nella fase acuta dell'invasione, mentre le uova sono le principali responsabili delle lesioni anatomo-patologiche croniche. Libere nel circolo venoso, esse tendono ad attraversare le pareti intestinali o vescicali, per raggiungere il lume dei visceri ed essere poi eliminate nell'ambiente, ma vi possono rimanere imprigionate e morire: possono altrimenti essere trasportate dalla corrente sanguigna e arrestarsi nel filtro epatico o polmonare, o saltare nel circolo sistemico e localizzarsi potenzialmente in qualsiasi tessuto. Dove l'uovo si arresta, muore e provoca una reazione infiammatoria di ipersensibilità ritardata specifica: si forma un granuloma con l'uovo al centro, circondato da un infiltrato di eosinofili, istiociti, cellule giganti e successivamente fibroblasti; questi ultimi depositano grandi quantità di tessuto fibroso cicatriziale, che può retrarsi e calcificare, provocando danni anatomici e funzionali nei tessuti dove si depone..

## Clinica

### Incubazione
Dal momento della penetrazione delle cercarie alla comparsa dei primi sintomi della forma acuta, solitamente, non passa meno di un mese, ma l'infestazione può anche mantenersi asintomatica per molti anni o non manifestarsi per nulla.

### Forme acute

#### Dermatite da cercaria
Consiste in eruzioni cutanee eritematose, nei siti dove le cercarie hanno penetrato la cute. Più spesso provocata da specie aviarie di schistosomi, è autolimitante.

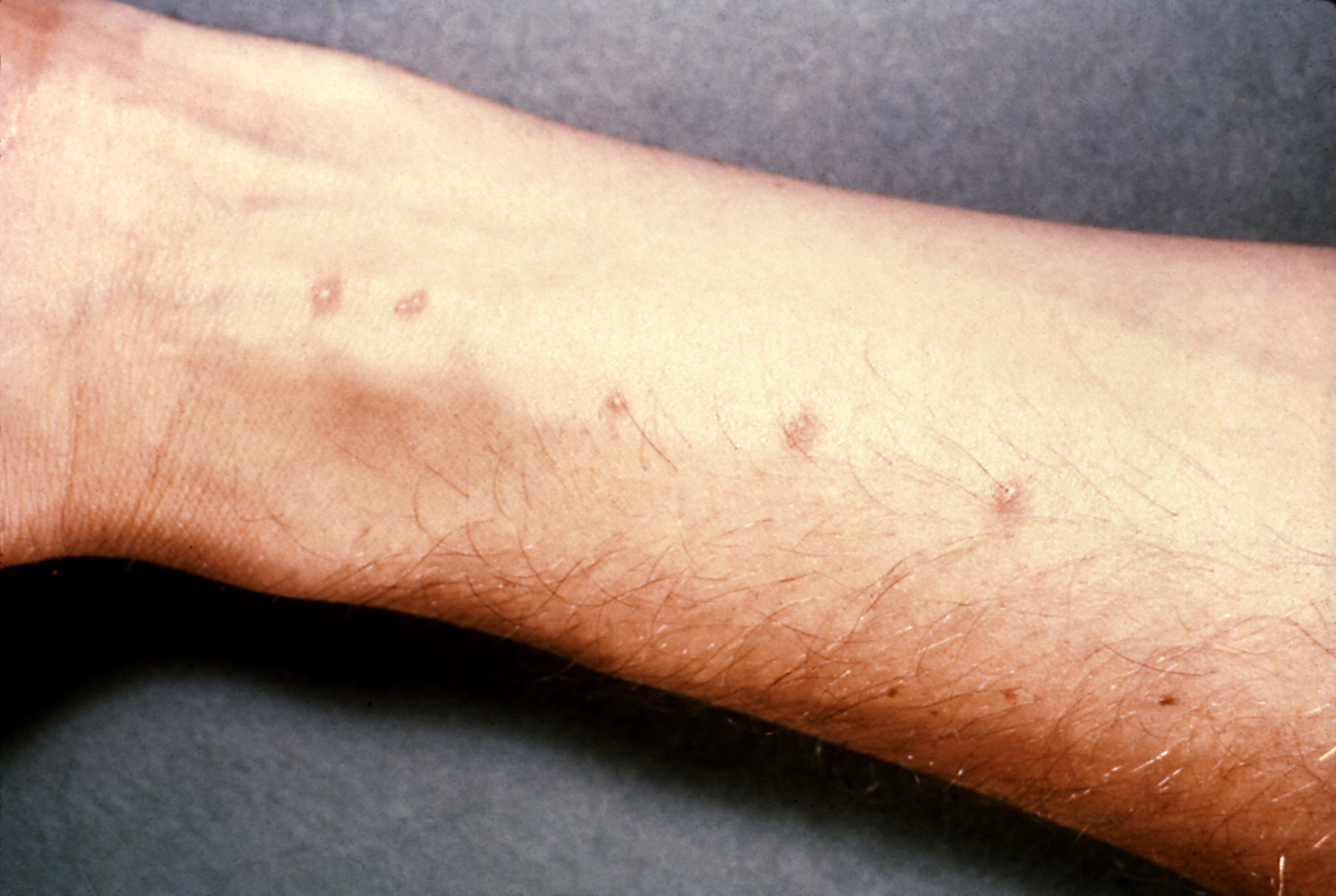
Dermatite da cercaria. Fonte: CDC

#### Febbre di Katayama
Solitamente negli individui che risiedono nelle aree endemiche le fasi iniziali dell'infestazione decorrono in modo asintomatico. La schistosomiasi acuta (o febbre di Katayama) si registra più comunemente in turisti e ha le tipiche caratteristiche della malattia da immunocomplessi. Si possono avere reazioni da ipersensibilità ad allergeni degli schistosomuli (forme pre-posturali) o delle uova di schistosoma dopo la loro deposizione (forme post-posturali): rash cutaneo, broncospasmo e infiltrati polmonari eosinofili, diarrea, adenopatia ed enterorragie.
Si possono avere epato-splenomegalia e linfoadenomegalia reattiva infiammatoria. Brividi, febbre, sudorazione e prostrazione sono manifestazioni dello stato tossiemico. Occasionalmente la schistosomiasi acuta si può complicare con versamenti sierosi, pleurici o pericardici o con ascessi epatici da piogeni o con la formazione di masse pseudotumorali epatiche di natura infiammatoria granulomatosa, anche di dimensioni cospicue. La febbre di Katayama è molto più frequente nelle infestazioni da S.japonicum e S.mekongi e lo è meno nella forma da S.mansoni, essendo maggiore la quantità di uova deposta dalle femmine delle specie asiatiche.. La forma acuta si risolve spontaneamente e la malattia può successivamente evolvere nelle forme croniche, che possono mantenersi asintomatiche per molto tempo.

#### Schistosomiasi spinale e cerebrale
Occasionalmente le uova di schistosoma raggiungono il sistema nervoso attraverso i plessi venosi che connettono i vasi addominali con quelli spinali. Le uova di S.mansoni e di S.haematobium si arrestano più spesso nei segmenti lombari del midollo spinale, mentre quelle di S.japonicum, più piccole, possono raggiungere anche l'encefalo. La mielopatia da Schistosoma è causata da masse granulomatose intratecali che comprimono il midollo spinale. L'esordio è subacuto e può essere contemporaneo a una febbre di Katayama o seguirla di poco, ma può manifestarsi in assenza di segni e sintomi di schistosomiasi, anche in corso di infestazione cronica, con comparsa progressiva di dolore lombare di tipo radicolare, paraparesi flaccida, disfunzioni sfinteriche e di areflessia. La schistosomiasi cerebrale consiste in un'encefalite granulomatosa, conseguente alla formazione di masse infiammatorie intracraniche: è responsabile di sindromi da ipertensione endocranica, cefalea, deficit neurologici focali, convulsioni, e nei casi più gravi, coma e morte.

### Forme croniche

#### Schistosomiasi intestinale
La più comune delle forme croniche, in seguito alla continua e duratura deposizione di uova, nelle infestazioni più massive o per successive reinfestazioni, si manifesta con una sintomatologia più o meno importante consistente in dolori addominali colici, irregolarità dell'alvo, per lo più diarroico e sanguinamenti. Nelle pareti intestinali si formano lesioni granulomatose attorno alle uova rimaste intrappolate nel loro passaggio verso il lume dei visceri.. Il quadro può evolvere in una forma catarrale cronica, con edema e ulcerazioni della mucosa colica e deposizione di tessuto fibroso nelle pareti intestinali e nel grande omento. Le complicazioni consistono in una sindrome dissenterica cronica con perdite ematiche e malassorbimento, in fibrosi delle pareti intestinali, con retrazioni, calcificazioni e formazione di polipi e in quadri di occlusione intestinale.

#### Schistosomiasi epato-splenica
Una parte delle infestazioni da S.mansoni, S.japonicum e S.mekongi evolve nella forma epato-splenica. Le uova prodotte nei plessi mesenterici, spinte dalla corrente ematica verso il fegato, vi restano intrappolate e provocano la parziale ostruzione dei vasi portali, inducendo una progressiva formazione di granulomi e deposizione di tessuto fibroso negli spazi portali. Si verifica un quadro di pileflebite e peri-pileflebite cronica, con fibrosi periportale (detta "di Symmers") e ostruzione del lume portale. Persistendo la deposizione di uova negli spazi portali, anche per successive continue reinfestazioni, si verifica un fenomeno di neoangiogenesi nel contesto del tessuto fibroso che ha ostruito gli spazi portali, con ricanalizzazione, successiva nuova ostruzione e deposizione di tessuto fibroso, ad aggravare la fibrosi epatica.
La fibrosi parte dagli spazi portali periferici, soprattutto del lobo sinistro (fibrosi "ad anello" o "a cannello di pipa") e successivamente coinvolge i rami portali più centrali; da qui si addentra nel parenchima, con bande e strie che raggiungono la capsula glissoniana e la stirano, deformando i contorni del fegato. La conseguenza di tale processo è l'insorgenza di ipertensione portale (la schistosomiasi epato-splenica ne è la maggiore causa nel mondo) e di splenomegalia congestizia, che si hanno nel 10% circa di questi casi.
Non tutti sviluppano le forme cliniche gravi: nell'infestazione da Schistosoma mansoni la forma epatosplenica si verifica in una quota di casi variabile tra il 25% e il 50%, più frequentemente nelle zone iperendemiche, dove la gente ha un intenso contatto con acque infestate e porta alte cariche parassitarie nell'intestino; tuttavia, nella patogenesi della fibrosi, sembrano implicati anche motivi di ordine genetico (gli individui di razza nera sembrano esserne meno colpiti e la regressione delle lesioni dopo trattamento, in tali casi, è più frequente che nei caucasici).
Non si ha cirrosi epatica, perché non si hanno né la rigenerazione degli epatociti in micronoduli non funzionali, né l'alterazione dell'architettura parenchimale epatica: di norma la funzionalità epatica è conservata fino agli stadi più avanzati della malattia. La manifestazione clinica più importante è il sanguinamento digestivo alto, da rottura di varici esofagee o gastriche. Le forme asiatiche da S.japonicum e da S.mekongi causano maggiori danni a organi e tessuti e con maggiore rapidità, rispetto alle altre specie, perché le femmine depongono una quantità di uova fino a 10 volte maggiore. Lo scompenso epatico e la formazione di ascite, in questi casi, sono più frequenti e precoci.

##### Salmonellosi setticemica prolungata

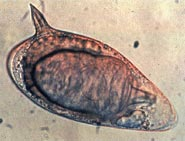
Uovo di Schistosoma mansoni contenente il miracidio

Le forme epatospleniche si possono complicare con ascessi batterici epatici e con sepsi recidivanti da batteri Gram negativi (es. Salmonella). Le salmonelle colonizzano i vermi adulti nel circolo sanguigno, aderendo alla loro superficie, soprattutto nel tegumento dei maschi, ma possono albergare anche nel loro tubo digerente: gli schistosomi infetti sono una continua fonte di episodi setticemici ricorrenti. Il quadro clinico è caratterizzato da febbre settica di lunga durata, diarrea, calo ponderale, dolori addominali, edema agli arti inferiori. Forme simili sono state descritte anche per Escherichia coli e per Staphylococcus aureus. Il trattamento dell'infezione batterica porta a guarigione temporanea; il trattamento della parassitosi porta a guarigione definitiva.

#### Schistosomiasi polmonare
La forma polmonare si sviluppa solo in alcuni casi, per lo più in individui con forma epatosplenica complicata da ipertensione portale. Attraverso le anastomosi porto-sistemiche le uova raggiungono i vasi arteriosi polmonari che ne vengono ostruiti. La malattia consiste in una forma di endoarteriolite polmonare con ipertrofia della tonaca media, distruzione dell'intima e obliterazione vascolare; successivamente i vasi si ricanalizzano con neoangiogenesi, a formare strutture angiomatoidi. Il quadro evolve verso l'ipertensione polmonare e il cuore polmonare cronico. La formazione di fistole artero-venose polmonari può portare a una sindrome cianotica. I reperti clinici e strumentali sono simili a quelli associati alle altre cause di ipertensione polmonare: facile affaticamento, dispnea sotto sforzo, palpitazioni, tosse con emottisi, ipertrofia ventricolare destra e dilatazione dell'arteria polmonare. L'ipertensione polmonare insorge in circa il 13-16% dei pazienti con forma epatosplenica, e il cuore polmonare nel 2% circa.

#### Glomerulonefrite cronica
Complica il 15% circa delle forme epatospleniche. In tali casi si manifesta con una sindrome nefrosica. Le lesioni glomerulari da deposizione di immunocomplessi evolvono molto lentamente e possono precedere di anni la sintomatologia. Le complicanze renali stanno diventando un'evenienza sempre più rara, laddove sono state organizzate campagne di trattamento di massa delle popolazioni a rischio.

#### Schistosomiasi urinaria

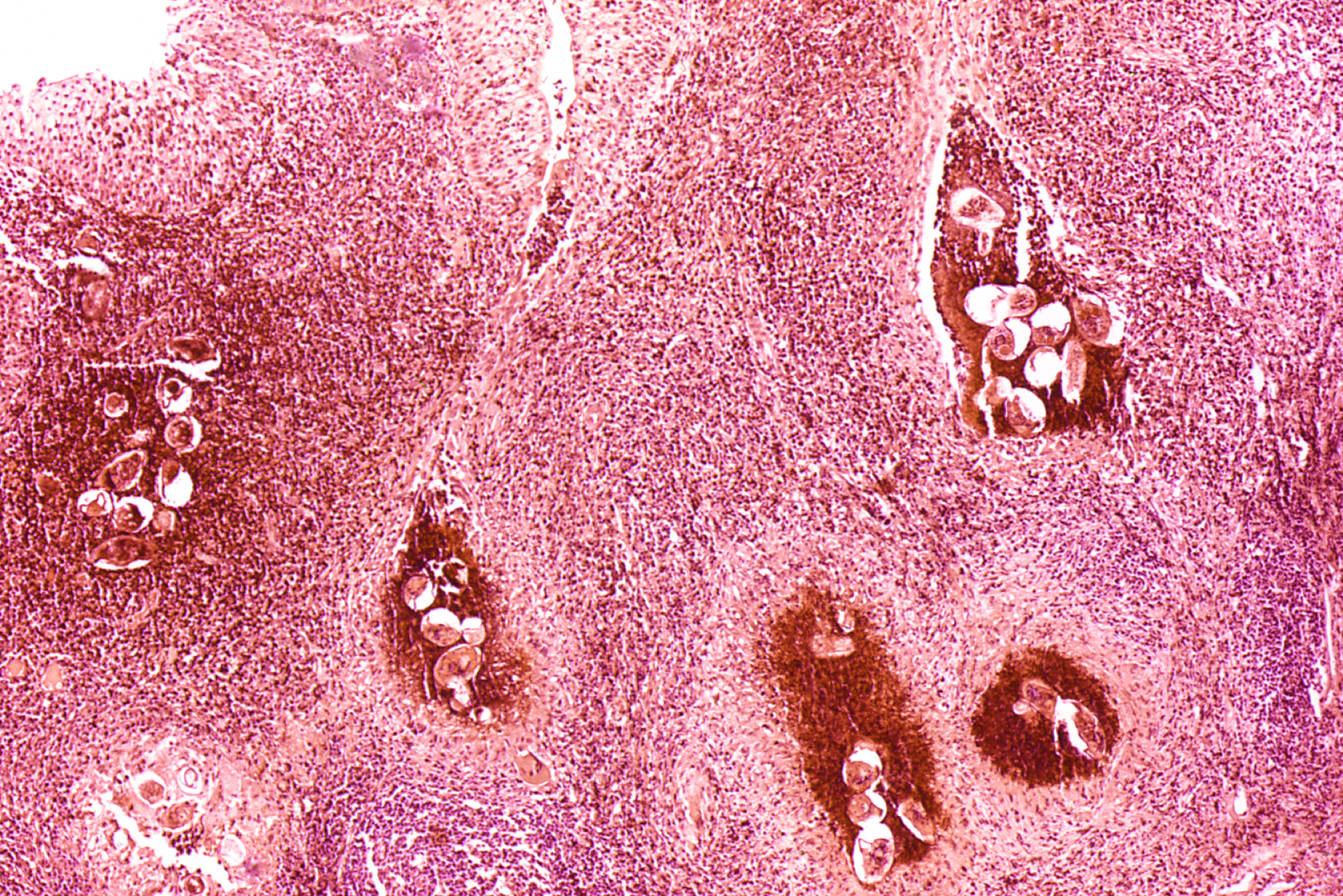
Campione istologico di vescica che mostra le uova di Schistosoma haematobium con infiltrazione di granulociti eosinofili, Fonte: CDC

Ne è responsabile Schistosoma haematobium. Le uova prodotte nei plessi venosi perivescicali, rimangono in parte intrappolate nella parete vescicale e provocano inizialmente un'irritazione mucosa che si manifesta con ematuria, con emissione di coaguli, pollachiuria e disuria. La malattia vescicale progredisce cronicamente con la formazione di granulomi, fibrosi e calcificazioni: si formano ispessimenti delle pareti, masse intravescicali e pseudopolipi. La vescica perde elasticità e compaiono pollachiuria e ritenzione urinaria che facilita le sovrapposizioni batteriche. Il processo si può estendere agli ureteri che si dilatano e al rene, con idronefrosi e insufficienza renale, soprattutto negli individui più giovani. La prevalenza e la gravità dei danni sono proporzionali alla carica infestante e alla quantità di uova eliminate con le urine.
La schistosomiasi vescicale cronica predispone allo sviluppo del carcinoma della vescica, una delle più comuni neoplasie maligne nel Medio Oriente e nelle regioni africane endemiche per Schistosoma haematobium. Il tipo istologico associato alla schistosomiasi urinaria è più spesso un carcinoma a cellule squamose e colpisce individui più giovani a differenza della forma che colpisce nei paesi ricchi che è quasi sempre un carcinoma a cellule transizionali (urotelioma), che insorge più spesso nella fascia di età tra i 60 e i 70 anni ed è correlato all'esposizione professionale a sostanze cancerogene di origine industriale e al fumo di sigaretta.

#### Schistosomiasi genitale
Le uova di Schistosoma haematobium possono raggiungere facilmente tutti gli organi pelvici, grazie alla presenza di anastomosi venose, pertanto è molto comune la loro localizzazione a livello dei genitali maschili e femminili. Le forme mansonica e japonica interessano più raramente i genitali. Nel maschio le forme genitali interessano la prostata, le vescichette seminali e gli epididimi. Si hanno prostatite con calcificazioni prostatiche, idrocele, spermatocisti ed è frequente l'emospermia. Nei testicoli possono formarsi masse solide che possono simulare neoplasie maligne. La malattia causa meno spesso infertilità nei maschi che nelle donne, nelle quali si hanno esiti peggiori, soprattutto in associazione con altre infezioni genitali.
La forma più comune interessa la cervice uterina; meno frequentemente sono colpite le tube uterine, le ovaie, la vagina e i genitali esterni. Si hanno cerviciti ed endometriti, con conseguenze importanti sulla funzione riproduttiva, infertilità, gravidanze ectopiche, complicanze durante la gestazione, per un aumentato rischio di parto prematuro e di basso peso del bimbo alla nascita, aborto, disordini mestruali, dispareunia. La schistosomiasi genitale ha importanti ripercussioni sociali, perché le donne sterili nei Paesi Poveri vengono più spesso abbandonate dai consorti, che riescono ad avere figli da altre donne sane. La clinica può simulare altre malattie a trasmissione sessuale o neoplasie genitali: si hanno secrezioni e perdite ematiche genitali e dolori addomino-pelvici persistenti. La schistosomiasi genitale può interessare accidentalmente anche i viaggiatori in regioni endemiche e manifestarsi al ritorno: tali forme spesso vengono misconosciute, con notevoli ritardi nella diagnosi e nel trattamento.

## Diagnosi

### Anamnesi
Recente soggiorno (per i turisti) o prolungata residenza (per gli immigrati, es. egiziani o brasiliani) in regioni endemiche per schistosomiasi. Contatti accidentali o abituali con acque dolci contaminate da deiezioni umane, probabilmente infestate dalle cercarie.

### Esami bioumorali
La forma acuta è spesso associata a ipereosinofilia del sangue periferico e dei tessuti danneggiati; nelle forme croniche l'ipereosinofilia periferica è minima o assente, mentre quella tissutale persiste. L'esame biochimico delle urine può mostrare ematuria, proteinuria, leucocituria e quello microbiologico evidenziare sovrapposizioni batteriche (es. Salmonella spp.). In caso di malattia urinaria avanzata si possono avere segni bioumorali di insufficienza renale. Gli indici di funzionalità epatica non sono solitamente compromessi, se non in stadi molto avanzati di malattia epatosplenica. In caso contrario potrebbe coesistere un'epatopatia cronica di diversa eziologia (es. virale, alcolica).

### Indagini microbiologiche
L'esame microscopico consente di verificare la presenza in feci o urine di uova di schistosoma e di identificarne la specie. Nelle forme intestinali l'esame microscopico diretto delle feci non è abbastanza sensibile. L'esame dei campioni dopo concentrazione (es. Kato-Katz) è più sensibile e consente una stima quantitativa delle uova escrete in un giorno. L'escrezione urinaria di uova di S.haematobium non è uniforme durante tutta la giornata, ma è maggiore tra le ore 10 e le 14, pertanto l'esame è più sensibile se viene esaminata l'urina raccolta in queste ore. L'esame parassitologico quantitativo sull'urina delle 24 ore consente di determinare la severità dell'infestazione. Il test di vitalità delle uova è importante per valutare l'efficacia di un trattamento: si mischiano le feci o le urine in acqua distillata a temperatura ambiente e si osserva se i miracidi escono dalle uova; in tal caso le uova sono vitali e l'infestazione è ancora attiva. La biopsia mucosa rettale e vescicale, in corso di rettoscopia o cistoscopia, è molto efficace nell'evidenziare la presenza delle uova nelle pareti dei visceri, più dell'esame microscopico delle feci. Contemporaneamente l'esame endoscopico può valutare la presenza e l'entità delle lesioni anatomiche macroscopiche.

### Indagini sierologiche
Il dosaggio degli anticorpi anti-schistosoma è uno strumento utile per studi epidemiologici, ma non consente di distinguere l'infestazione attuale da una pregressa, e, pertanto, non è consigliato. Tuttavia la sierologia consente ragionevolmente la diagnosi nei casi che coinvolgono individui non residenti in aree endemiche (es, turisti), che pertanto non dovrebbero essere mai stati precedentemente esposti all'infestazione. Si dosano anticorpi specifici contro gli antigeni microsomiali dei vermi adulti di S. mansoni, S. haematobium, e S. japonicum con metodiche ELISA e di immunoblotting. La ricerca degli antigeni circolanti nel sangue periferico o nelle urine (antigene anodico circolante - CAA, e antigene catodico circolante - CCA), la presenza dei quali sarebbe segno di infestazione attiva, è ancora un test in sperimentazione.

### Diagnostica d'immagine
Nelle forme di schistosomiasi acuta la radiografia del torace può mostrare un rinforzo aspecifico del disegno polmonare. Nelle forme intestinali l'esame contrastografico del tubo digerente può mostrare irregolarità delle mucose e stenosi. Nelle forme genito-urinarie croniche la radiografia diretta dell'addome può mostrare la presenza di calcificazioni addominali o pelviche (ureterali, vescicali, uterine), mentre l'urografia può evidenziare le irregolarità delle vie urinarie e della vescica. L'ecografia è la più utile tra le metodiche di immagine. Nelle forme epatospleniche, il reperto di ispessimento degli spazi portali è patognomonico, soprattutto nei casi avanzati. Reperti comuni ma meno specifici sono anche la fibrosi dei legamenti epatici e della colecisti, l'ipertrofia del lobo epatico sinistro e l'ipotrofia del lobo destro.
Nei casi di ipertensione portale si possono evidenziano l'aumento del calibro delle vene del circolo portale, la presenza di varici gastriche e di circoli collaterali, la splenomegalia, e, più spesso nelle forme asiatiche, l'ascite. Nelle forme genito-urinarie l'ecografia evidenzia la presenza e la gravità delle lesioni vescicali, e l'idronefrosi. La tomografia computerizzata e l'imaging a risonanza magnetica non aggiungono informazioni a un esame ecografico ben condotto, mentre restano indispensabili nella diagnosi delle forme neurologiche. Nella forma polmonare la tomografia computerizzata del torace con tecnica ad alta risoluzione (HRTC) può mostrare precocemente la comparsa di fibrosi interstiziale polmonare, mentre l'ecocardiografia evidenzia i segni di ipertensione polmonare e di cuore polmonare. Nelle forme epatospleniche l'esofago-gastroscopia consente di valutare la presenza di varici esofagee e il rischio di sanguinamento digestivo.

### Diagnosi differenziale
Uno stato di malessere generale con febbre, insorto in viaggiatori tornati da almeno un mese da zone endemiche per schistosomiasi, deve far pensare alla febbre di Katayama, ma vanno considerate anche la malaria, la febbre tifoide e altre patologie febbrili d'importazione. Nei casi di schistosomiasi spinale o cerebrale per una prognosi favorevole è fondamentale un trattamento tempestivo, che andrebbe iniziato anche prima della dimostrazione della parassitosi, nei casi di ragionevole sospetto. Tali forme entrano in diagnosi differenziale con le neoplasie del sistema nervoso, primitive o secondarie, la neuro-cisticercosi, l'idatidosi cistica, la sindrome di Guillain-Barré, la poliomielite e la radicolonevrite erpetica. Le forme croniche sono più comuni negli immigrati provenienti dai Paesi endemici. La schistosomiasi intestinale entra in diagnosi differenziale con le malattie infiammatorie croniche intestinali, le sindromi da malassorbimento, le sindromi aderenziali o le neoplasie intestinali.
La forma epatosplenica si deve distinguere dalle epatopatie virali croniche, dalla leishmaniosi viscerale, dalla malaria e dalle malattie mielo-linfoproliferative. La schistosomiasi polmonare va distinta dalle altre cause di ipertensione polmonare (es. malattia embolica). La schistosomiasi urinaria va differenziata dalle cistiti, dalle patologie da reflusso urinario, dall'urolitiasi e dalle neoplasie vescicali, che tuttavia possono coesistere. La schistosomiasi genitale entra in diagnosi differenziale con altre malattie infiammatorie genitali e pelviche, con le neoplasie testicolari e della cervice uterina.

## Terapia

### Antiparassitaria

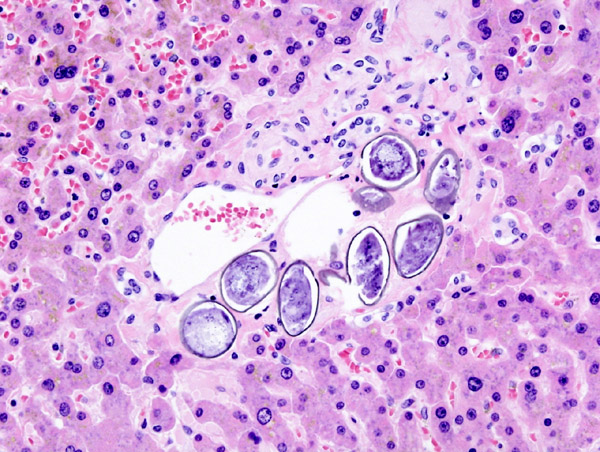
Immagine istopatologica di una forma di Schistosoma trovata in un'autopsia. Il deposito delle uova calcificate nel tratto epatico suggerisce che l'origine dell'infezione fosse dovuta alla Schistosoma japonicum

Consente la disinfestazione e, nella maggior parte dei casi, il miglioramento o la guarigione di tutte le forme cliniche, per interruzione della produzione di uova e del danno tissutale conseguente.
- Storicamente fin dai primi anni del 1900 furono introdotti agenti schistosomicidi, i composti antimoniali, utilizzabili unicamente per via endovenosa e gravati da diversi effetti collaterali. Furono abbandonati verso il 1960. Ad essi seguirono lucantone e icantone somministrabili per via intramuscolare e orale, ma gravati da importanti disturbi gastrointestinali e da epatotossicità, rapidamente sostituiti da altri composti quali niridazolo, oxamnichina e metrifonato.[59]
- Il farmaco di scelta è il praziquantel. È efficace contro tutte le specie ed è impiegato nelle campagne di trattamento di massa. Nelle infestazioni da Schistosoma haematobium, Schistosoma intercalatum e Schistosoma mansoni la dose è di 40 mg/kg per os per 1 giorno, divisa in due somministrazioni a 6-8 ore di distanza. Per Schistosoma japonicum e Schistosoma mekongi la dose è 60 mg/kg per os per 1 giorno, divisa in 2-3 somministrazioni.[60] Nei bambini le dosi sono di 70 mg/kg per os per 1 giorno, divise in 3 somministrazioni. È disponibile in compresse da 600 mg.

I rari effetti collaterali sono per lo più di tipo gastroenterico: vomito, nausea, diarrea, dolore addominale. La terapia ha successo nell'80% circa dei casi, pertanto può essere necessario un secondo ciclo di trattamento dopo un mese circa.
- L'oxamnichina è farmaco di scelta per le forme da Schistosoma mansoni sudamericane: assunta per via intramuscolare, alla dose di 7,5 mg/kg in somministrazione singola, è molto efficace (92% circa di successi) e sarebbe abbastanza ben tollerata, se non fosse per il dolore e l'edema nel sito dell'iniezione. Per via orale è meno efficace (nell'80% circa dei casi) ma è meglio tollerata[61]: raramente può dare sintomi neurologici, quali cefalea, capogiri e crisi epilettiche in soggetti predisposti. Si trova in capsule da 250 mg o in sciroppo da 50 mg/ml e si impiega alle dosi di 15 mg/kg, in somministrazione singola. Nei bambini le dosi sono di 20 mg/kg per os per 1 giorno, divise in due somministrazioni.

Il farmaco non va impiegato in gravidanza. Nelle forme africane si dovrebbe somministrare una dose 4 volte maggiore, divisa in due giorni, pertanto si preferisce il trattamento con praziquantel.

### Chirurgica
La terapia chirurgica è rivolta al controllo dell'ipertensione portale e delle sue complicanze emorragiche, riducendo il flusso sanguigno del circolo portale.
- La Splenectomia, cioè l'asportazione della milza, elimina il contributo del circolo splenico al flusso portale. È l'intervento chirurgico più frequente, insieme a una serie di interventi di deviazione vascolare (shunt).[62]
- L'Anastomosi porto-cavale è la deviazione chirurgica del flusso portale verso il circolo venoso sistemico, nella vena cava inferiore. È tuttavia quasi sempre complicata da encefalopatia porto-sistemica e da insufficienza epatica, perché il fegato viene privato completamente del sangue portale che è la sua fonte principale di ossigeno e sostanze nutritizie.
- L'Anastomosi spleno-renale (secondo Warren) è la deviazione chirurgica del circolo splenico verso la vena renale sinistra e quindi nel circolo venoso sistemico. È l'intervento più efficace, perché non priva completamente il fegato del flusso portale, ma lo alleggerisce del contributo splenico senza dover asportare la milza, organo molto importante nell'ambito del sistema immunitario.
- L'intervento sulle varici esofago-gastriche (sclerosi, legatura, resezione), previene il loro sanguinamento.

### Profilassi

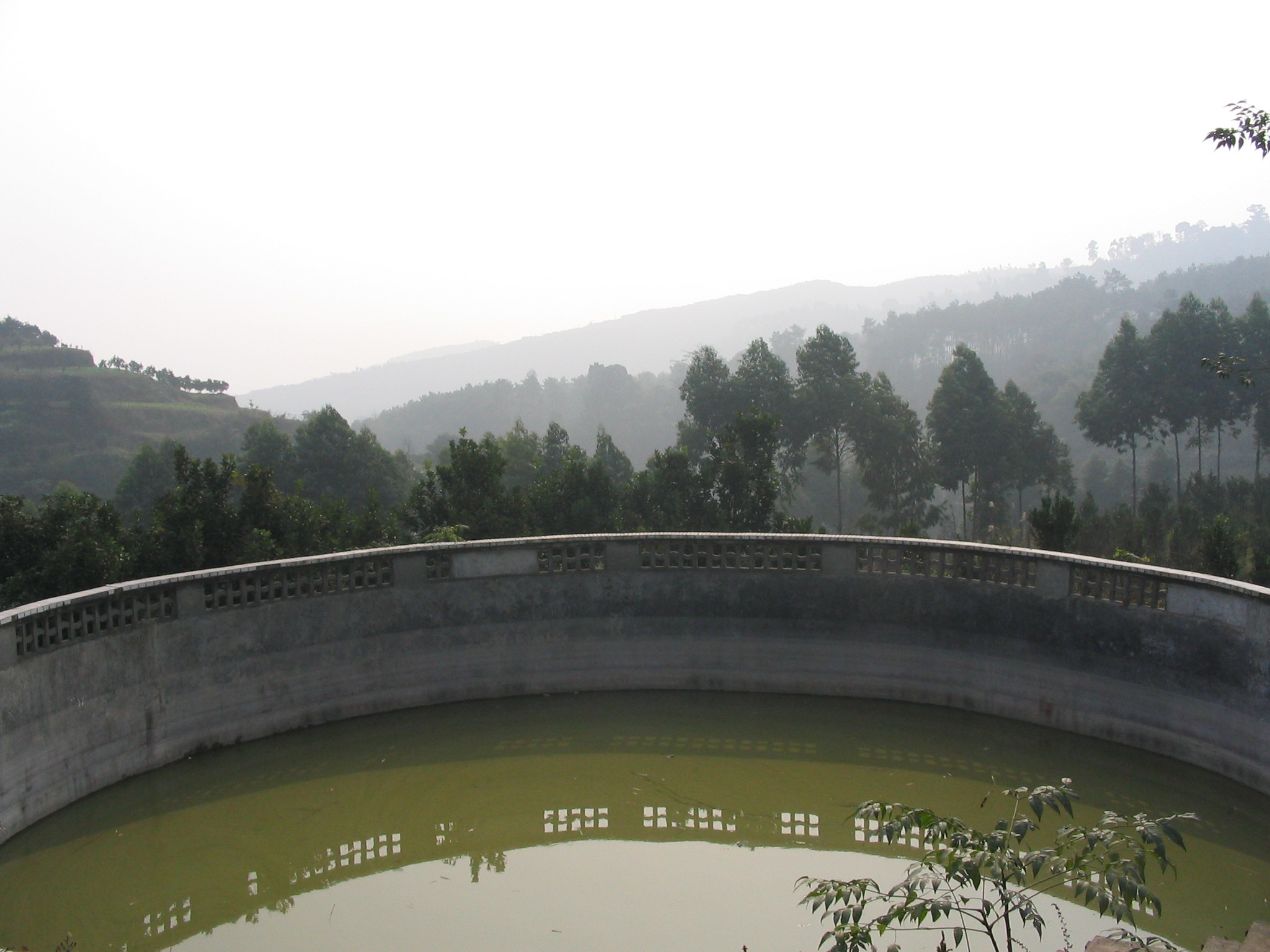
In Cina, i serbatoi e i tubi di calcestruzzo raccolgono l'acqua, riducendo il rischio di infestazione da Schistosoma japonicum

Il trattamento delle acque dolci con molluschicidi non ha mai dato grandi risultati: le lumache ospiti degli schistosomi sono ermafrodite e ne basta una sopravvissuta a ripopolare le acque; inoltre le lumache del genere Oncomelania fuggono dall'acqua verso le rive fangose.
Migliori risultati sono stati ottenuti con l'educazione delle popolazioni a evitare di disperdere feci e urine nelle acque peridomiciliari; tra gli agricoltori, con l'impiego di guanti e stivali di gomma. I trattamenti di massa delle popolazioni endemiche con praziquantel hanno dato buoni risultati, a breve termine; tuttavia, perdurando le condizioni sanitarie e socio-economiche, concause dell'endemia, dopo poco tempo, la situazione ritornava come prima dell'intervento.
Il controllo della schistosomiasi japonica è complicato dall'esistenza di importanti serbatoi animali (bovini). Poiché non c'è modo di riconoscere con certezza le acque infestate, i turisti dovrebbero evitare di bere e di bagnarsi nelle acque dolci delle zone endemiche. Eventualmente le acque possono essere scaldate fino ai 50 °C per 5 minuti o trattate con sostanze iodate o clorate, per distruggere le cercarie. Le acque, lasciate riposare per almeno 3 giorni dovrebbero essere sicure, perché le cercarie libere non sopravvivono più di 48 ore. Una vaccinazione è attualmente in studio, ma nessuna è comunemente disponibile.

## Prognosi
La forma acuta si risolve spontaneamente: se l'infestazione persiste si può avere una successiva evoluzione verso le forme croniche. In assenza di trattamento tempestivo la schistosomiasi spinale evolve rapidamente in una mielite trasversa con danni spinali irreversibili e l'encefalite granulomatosa può portare a morte il paziente. La forma intestinale cronica, non trattata, predispone allo sviluppo di neoplasie intestinali. In assenza di trattamento la malattia epatosplenica progredisce molto lentamente verso l'insufficienza epatica, ma la mortalità di queste forme è dovuta più spesso alle più precoci complicanze dell'ipertensione portale, cioè ai sanguinamenti digestivi acuti per rottura di varici gastro-esofagee. La fibrosi epatica è reversibile solo se la malattia viene trattata negli stadi precoci, prima che compaiano le complicanze: il trattamento antiparassitario negli stadi avanzati può al massimo arrestarne la progressione.
Quando la forma polmonare è clinicamente manifesta, essa è irreversibile ed evolve inesorabilmente verso lo scompenso cardio-respiratorio. La prognosi della sindrome nefrosica dopo trattamento specifico è ugualmente poco soddisfacente, poiché al momento della comparsa dei sintomi il danno renale è ormai avanzato. Le forme urinarie, il più delle volte, si risolvono o regrediscono in modo significativo dopo il trattamento, purché non siano coinvolte le alte vie urinarie, che spesso sono danneggiate in modo irreversibile. Le forme non trattate possono evolvere verso l'idronefrosi e l'insufficienza renale cronica. La malattia vescicale cronica predispone allo sviluppo del carcinoma squamoso della vescica. Le forme genitali maschili rispondono bene alla terapia antiparassitaria; essa è meno efficace nelle forme femminili, nelle quali i danni sono più gravi e l'infertilità è una conseguenza più frequente. Inoltre in questi casi vi è la predisposizione al carcinoma della cervice uterina.